# بیمارستان حجازی
بیمارستان دکتر حجازی واقع در مشهد بیمارستانی است عمدتاً به درمان و نگهداری بیماران روانی مزمن بویژه بیماران بی سرپرست می‌پردازد.
این بیمارستان به همت دکتر موسی حجازی در سال ۱۳۲۸ هجری شمسی تأسیس شده‌است.
این بیمارستان دارای ۳۶۰ تخت می‌باشد.